# Mount Zion (Illinois)
Mount Zion est un village du comté de Macon dans l'Illinois, aux États-Unis,. Il est situé au centre du comté et au sud de la ville de Decatur, le siège de comté.

## Démographie
Lors du recensement de 2010, le village comptait une population de 5 833 habitants. Elle est estimée, en 2016, à 5 855 habitants.

### Source de la traduction
- (en) Cet article est partiellement ou en totalité issu de l’article de Wikipédia en anglais intitulé « Mount Zion, Illinois » (voir la liste des auteurs).